# Шуффенекер, Эмиль
Эмиль Шуффенекер по прозвищу Шуфф (фр. Émile Schuffenecker; 8 декабря 1851[…], Френ-Сен-Маме — 31 июля 1934[…], Париж) — французский художник и коллекционер произведений искусства. Один из ближайших друзей Поля Гогена, Шуффенекер являлся одной из ключевых фигур движения постимпрессионизма и особенно школы Понт-Авена.

## Биография
Родился в 1851 году во Френ-Сен-Маме в центральной Франции в семье портного, выходца из Эльзаса. Три года спустя отец мальчика умер; его младший брат появился на свет уже после смерти отца. Оставшись вдовой с двумя детьми на руках (один из которых являлся новорожденным), мать Шуффенекера переехала к родственникам в Медон, где устроилась на работу прачкой. В дальнейшем она отослала старшего сына в Париж, к своей сестре и её мужу, который владел магазином т. н. «колониальных товаров» (кофе, шоколад, какао и др.). Благодаря поддержке тёти и дяди юность Шуффенекера в дальнейшем протекала довольно благополучно. Он окончил католическую школу для мальчиков, управляемую монашеским орденом Братья христианских школ, после чего работал приказчиком в дядиной лавке.
С 1871 года 20-летний Шуффенекер стал биржевым брокером и начал довольно успешно играть на бирже. Там он познакомился с другим начинающим брокером — Полем Гогеном. Вскоре Шуфф, как окрестил его Гоген, начал зарабатывать достаточно, чтобы брать частные уроки у парижских художников Каролюса-Дюрана и Поля Бодри. В дополнение к этому Шуфф вместе с Гогеном изучал живопись старых мастеров в Лувре и обучался в Академии Колароссси.
В 1880 году Шуффенекер женился на своей кузине Луизе Лансон, от которой у него родились дочь Жанна (1882) и сын Поль (1884). Шуффенекер выставлял свои работы на Парижских салонах 1880 и 1881 годов, сблизился с Арманом Гийоменом и Камилем Писсарро, которые стали частыми гостями в его доме. Когда в 1881 году разразился экономический кризис (биржевой крах, связанный с т. н. Панамской аферой), Шуффенекер и Гоген приняли решение постепенно отойти от брокерской деятельности. Однако Гоген, по некоторым данным, бросил работу брокера только к 1885 году, тогда как Шуффенекер устроился учителем рисования в престижную частную школу Мишле (ныне — лицей Мишле) в парижском пригороде Ванв.
В 1883 году, новые, более нестандартные по манере работы Шуффенекера были отклонены жюри ежегодного Парижского Салона, в результате чего в 1884 году он выступил одним из сооснователей Салона Независимых. В том же году его мастерскую посетили Эдуар Мане и Берта Моризо, которые пригласили его принять участие в общих выставках с ними (Шуффенекер принял приглашение).
Пока Гоген уезжал на Мартинику, Шуффенекер заботится о его сыне Кловисе (Хлодвиге) Гогене. В 1886 году он познакомился с художником Эмилем Бернаром и написал ему рекомендательное письмо, адресованное Гогену, тем самым поспособствовав их знакомству. Гогеном были выполнен портрет Шуффенекера и дружеский шарж на него же.
В течение 1880-х годов Гоген и Шуффенекер вместе с другими художниками неоднократно посещали местечко Понт-Авен, где работали на плэнере, и по которому их художественное течение стало известно, как школа Понт-Авена. В дальнейшем Шуффенекер материально поддерживал Гогена, в том числе приобретая его картины. Однако в конечном итоге они поссорились, после чего Гоген стал называть Шуффенекера «посредственным живописцем».
В 1903 году жена Шуффенекера, которую Гоген именовал «гарпией», развелась с ним. Ссора с Гогеном и с женой оказали удручающее действие на художника. Он увлёкся идеалами анархизма, начал проповедовать ученикам частной школы на уроках рисования идеи конфискации имущества богатых в пользу бедных и в итоге потерял работу.
В XX веке влияние Шуффенекера на современную ему художественную жизнь значительно упало. По крайней мере, В 1912 и 1917 годах он снова выставлял свои работы на Салоне Независимых. В 1920-е годы сблизился с некоторыми художниками более современных направлений, в частности, с художником-фовистом Виктором Дюпоном, который называл старика «Красный Шуфф» из-за его симпатии к анархизму.
Коллекция Шуффенекера включала в себя семь работ Сезанна и семь — Ван Гога, множество работ Гогена, гравюры и рисунки Одилона Редона. Часть из этих работ Шуффенекер в дальнейшем продал русскому купцу-коллекционеру Сергею Щукину. С произведениями из своего собрания Шуффенекер обращался настолько вольно, что в дальнейшем у искусствоведов возникли подозрения (основанные в том числе на сохранившейся переписке Шуффенекера), что он «дописал» или «улучшил» ряд работ Ван Гога и Сезанна. Существовало также подозрение, что ряд прошедших через его руки «работ Ван Гога» Шуффенекер полностью создал сам, однако оно осталось недоказанным.
Скончался Шуффенекер в 1934 году в Париже.

## Галерея

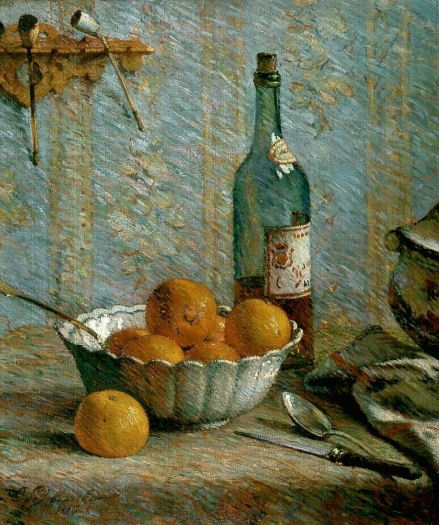
Натюморт с фруктами и бутылкой (1886), Музей Крёллер-Мюллер, Оттерло, Нидерланды.
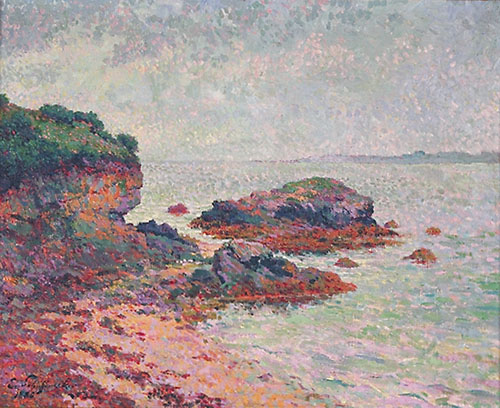
Скалистый берег в Бретани (1886 г.), Музей изящных искусств Кемпера.
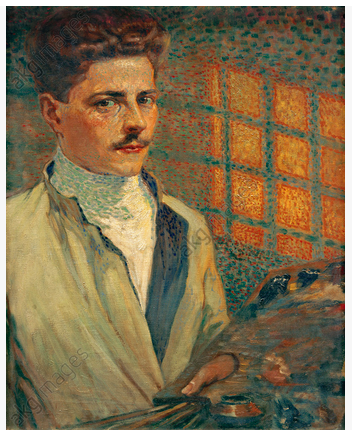
Портрет художника и эзотерика Антуана де Ларошфуко (1886), Музей ван Гога, Амстердам
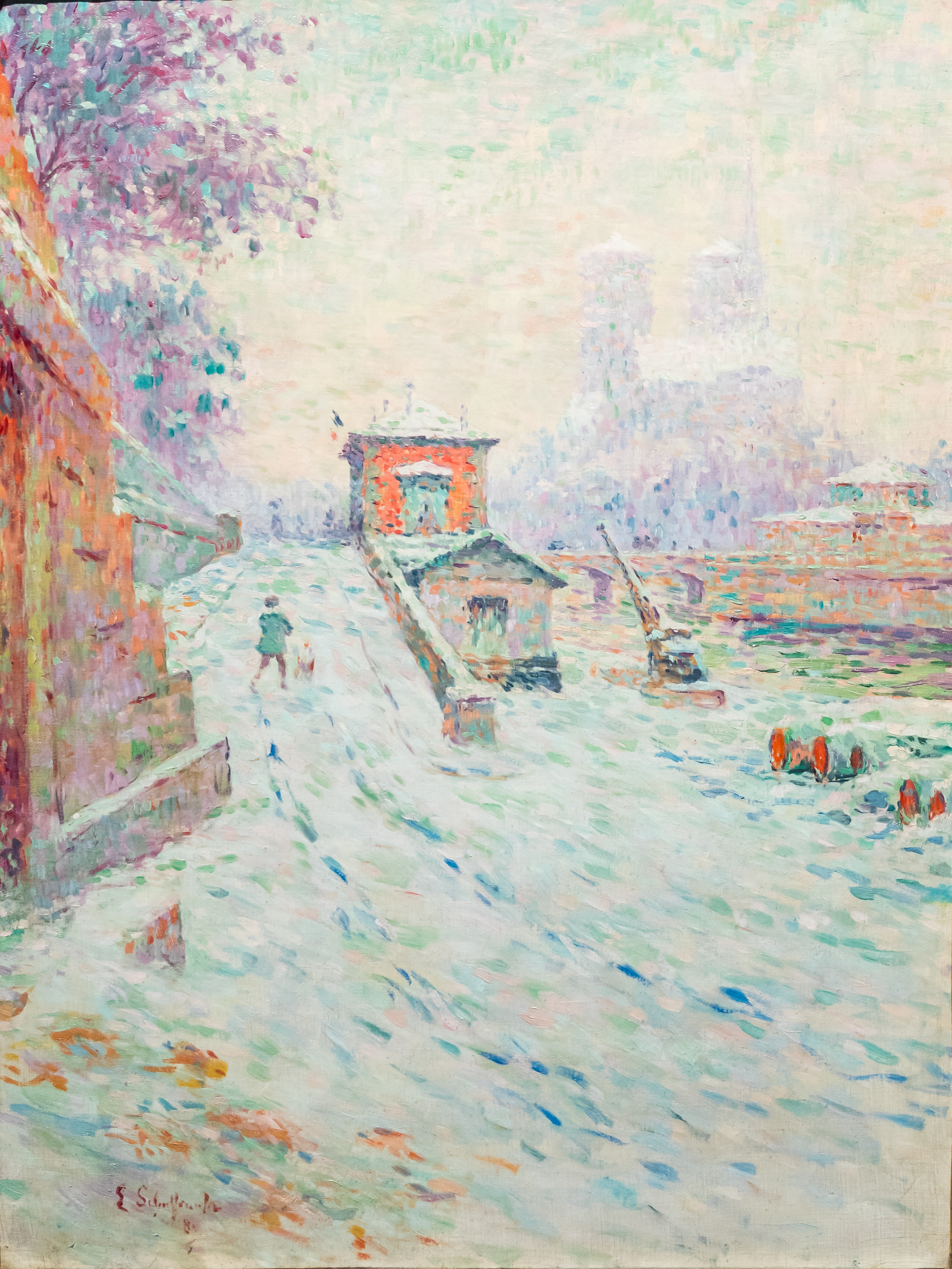
«Нотр-Дам-де-Пари в снегу» (1889), Музей Вальрафа-Рихарца, Кёльн.
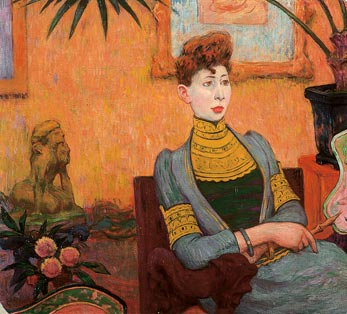
Портрет мадам Шансор, супруги писателя Фелисьена Шансора (1890), Музей изящных искусств Понт-Авена.
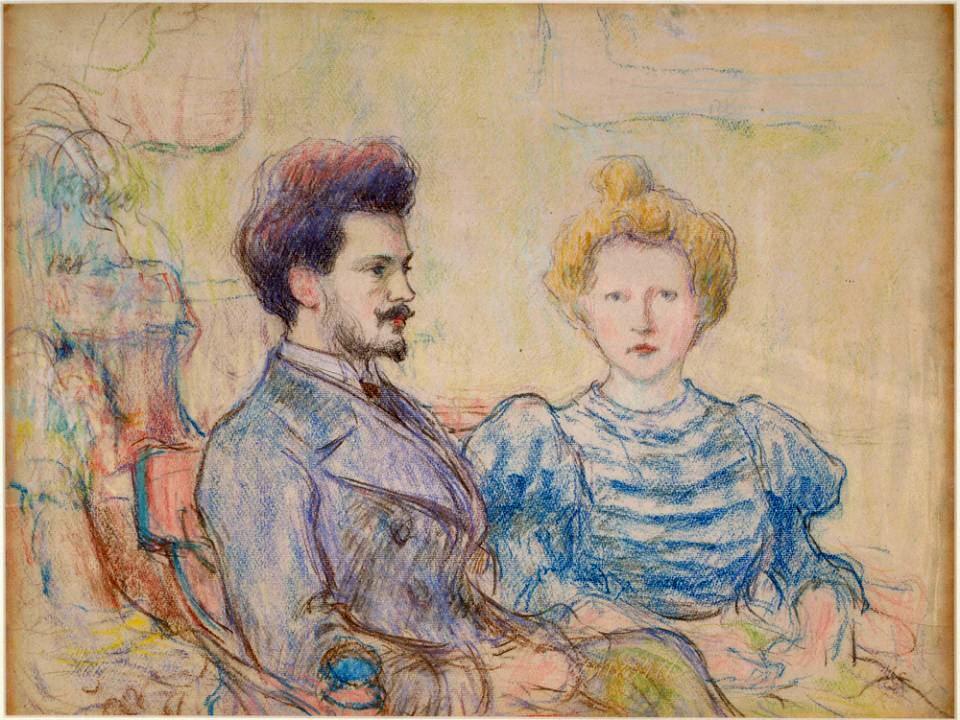
Портрет поэта Жюльена Леклерка и его жены, финляндской пианистки Фанни Флодин (ок. 1898), Художественный музей Герберта Ф. Джонсона, Итака (Нью-Йорк).
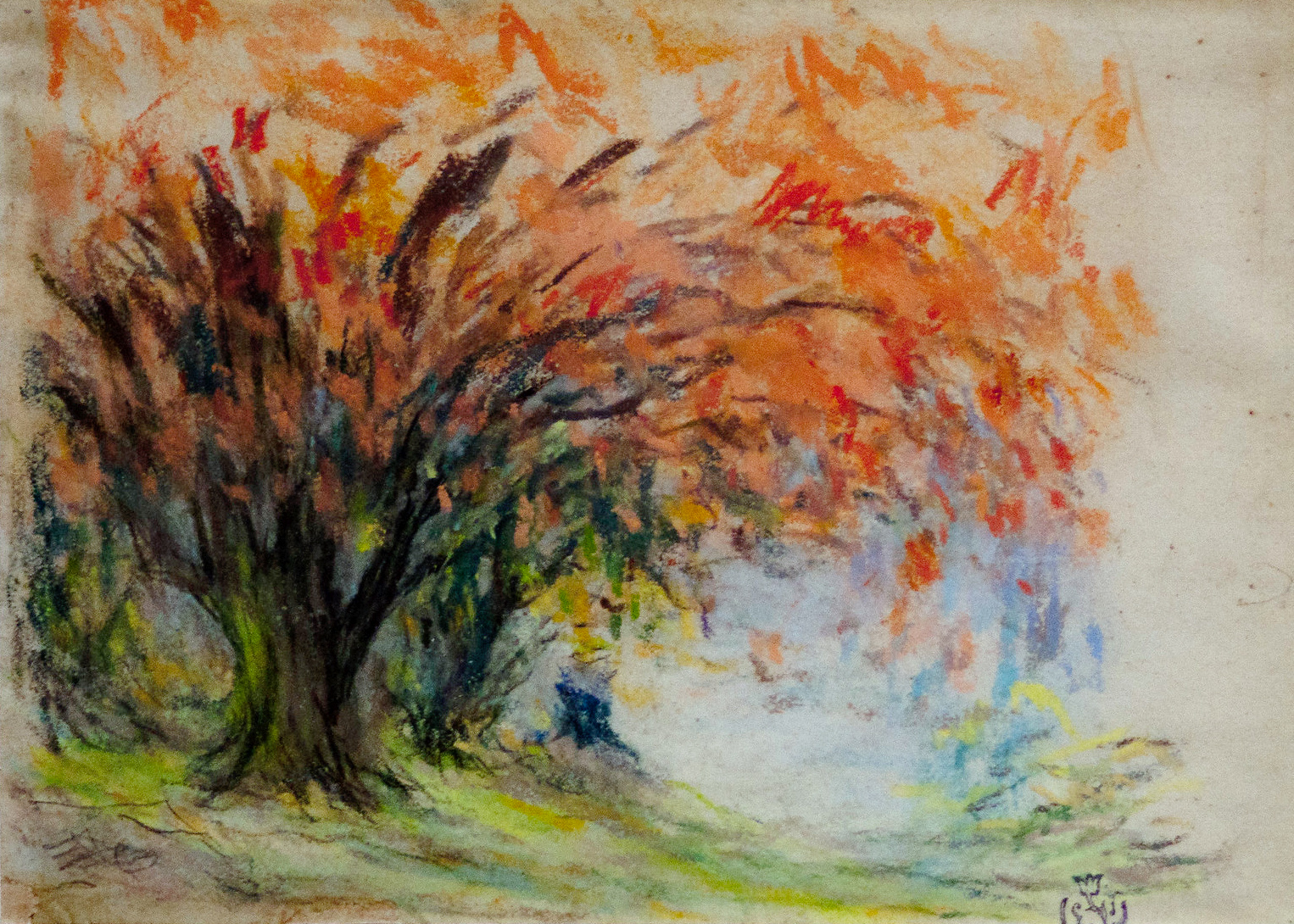
Деревья с осенней листвой. Музей изящных искусств Бреста, Франция
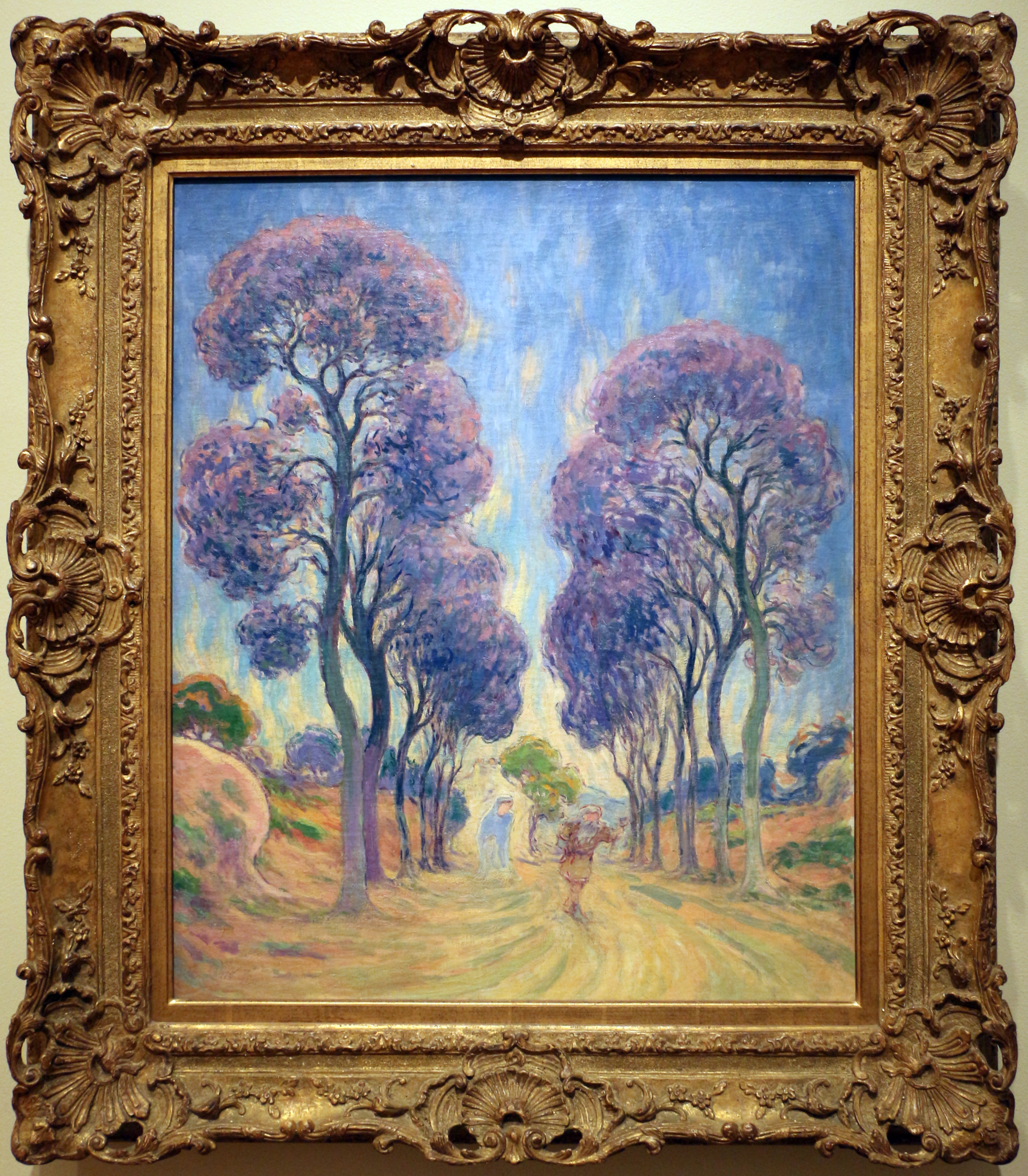
Дорога под деревьями, Художественный музей Цинциннати, Огайо, США
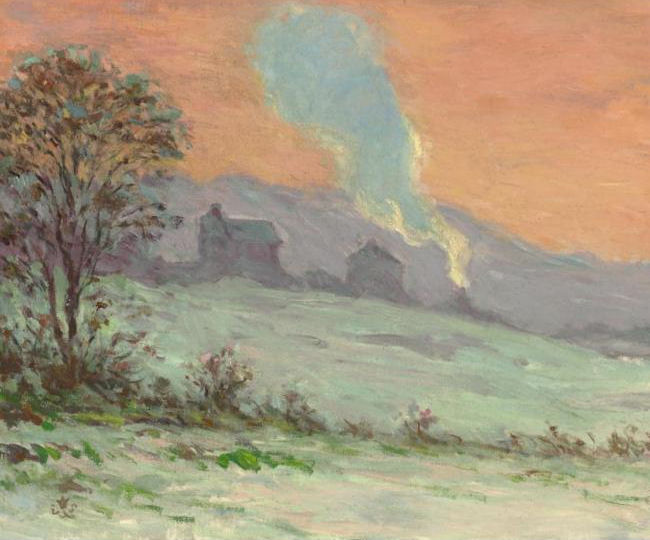
Зимний пейзаж (1887), частное собрание